# NGC 5112
NGC 5112 este o galaxie spirală situată în constelația Câinii de Vânătoare. A fost descoperită în 17 martie 1787 de către William Herschel. Se află la o distanță de 16,22 megaparseci de Pământ.